# Déforestation au Laos

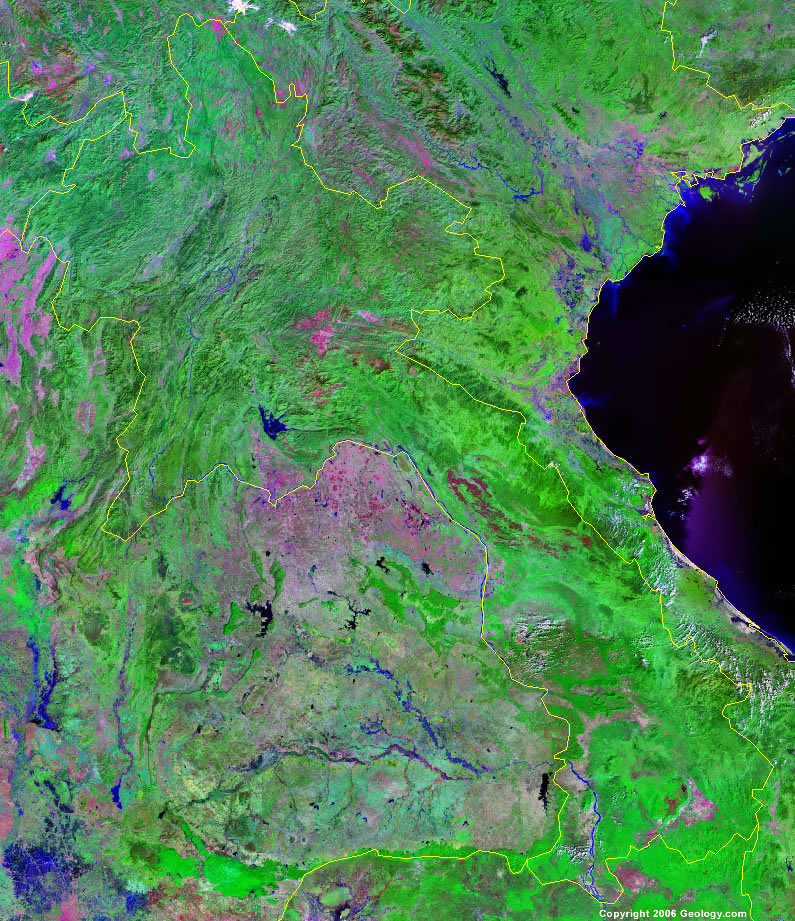
Photo satellite du Laos

La déforestation est un problème environnemental majeur au Laos, le pays perdant sa couverture forestière par des coupes aussi bien légales qu'illégales. En dépit de son interdiction, l'exportation du bois continue vers le Viêt Nam.

## Intérêt commercial de la forêt laotienne

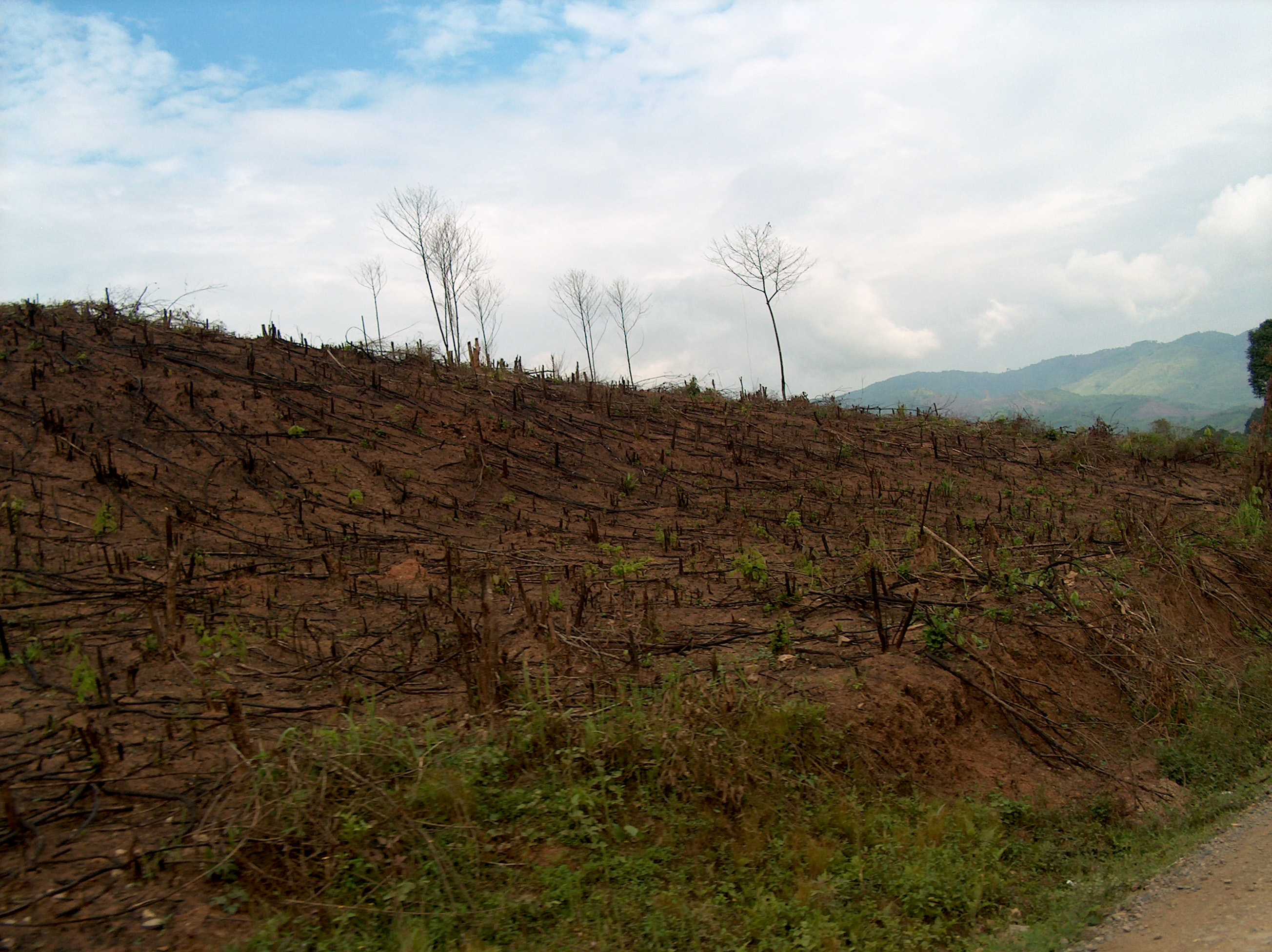
Zone déforestée par le feu au Laos

Les types d'arbres concernés par l'exploitation forestière au Laos comprennent le bois de fer, l'acajou, le pin, le sapin d'eau, et le teck. L'exportation de bois brut est interdite depuis 2004, et il existe un système de quotas dans des zones déterminées, mais ils ne sont manifestement pas respectés. En 1992, les produits du bois représentaient environ un tiers des exportations.

## Une diminution significative de la forêt
La perte de surface forestière totale a été de 6,8 % entre 1990 et 2005. Entre 1940 et 2000, la forêt est passée de 70 % à 41 % du territoire, et les forêts primaires ne représentent plus que 3 % du pays.

## Causes et conséquences
La culture sur brûlis est pratiquée par environ 1 million de paysans en 1990, causant des dégâts irréversibles sur la nature des sols. L'exploitation et l'exportation illégale de bois précieux rapporte d'importants revenus. 
La zone montagneuse de Luang Prabang à la frontière entre le Laos et la Thaïlande est suspectée être au cœur de l'implication des militaires dans le trafic illégal de bois. À titre d’exemple, on peut parler du bassin versant de Houay Pano,, situé à 10 km au sud de Luang Prabang (région montagneuse au nord du Laos), dans le bassin du Mékong, dont l’impact du changement d'utilisation des terres sur la réponse hydrologique et les rendements sédimentaires ont été suivis pendant 13 ans. En effet, à la suite de l’augmentation de la couverture des plantations de teck au détriment des jachères et des cultures annuelles (essentiellement le riz), la contribution de l'écoulement de surface au débit total des cours d'eau est passée de 16 à 31 % et le rendement en sédiments a augmenté de 98 à 609 mg km-2 .
Un plan gouvernemental est en cours d'élaboration pour tenter d'augmenter le taux de couverture forestière du pays à l'horizon 2020.